# Le Domaine-du-Roy
Ne doit pas être confondu avec Domaine du roy.
Le Domaine-du-Roy est une municipalité régionale de comté (MRC) du Québec (Canada) dans la région du Saguenay–Lac-Saint-Jean. Son chef-lieu est Roberval. Elle a été constituée le 1er janvier 1983 et son préfet, en 2021 est Yanick Baillargeon, à la suite de la première élection au suffrage universel de son histoire.

## Géographie

### Géographie Humaine

#### Entités territoriales
La MRC est constituée de neuf municipalités, d'un territoires non organisés et d'une réserve indienne qui n'en fait pas juridiquement partie.
| Nom                           | Statut                   | Population 2021 | Superficie (km2) | Densité (h/km2) | Ref. |
| ----------------------------- | ------------------------ | --------------- | ---------------- | --------------- | ---- |
| Chambord                      | Municipalité             | 1 748           | 170,9            | 10,23           |      |
| La Doré                       | Municipalité de paroisse | 1 359           | 297,1            | 4,57            |      |
| Lac-Ashuapmushuan             | Territoire non organisé  | 41              | 14 999,68        | 0               |      |
| Lac-Bouchette                 | Municipalité             | 1 183           | 972,2            | 1,22            |      |
| Mashteuiatsh                  | Réserve indienne         | 2 010           | 15,2             | 132,24          |      |
| Roberval                      | Ville                    | 9 840           | 200,8            | 49              |      |
| Saint-André-du-Lac-Saint-Jean | Municipalité de village  | 453             | 146,5            | 3,09            |      |
| Saint-François-de-Sales       | Municipalité             | 643             | 202              | 3,18            |      |
| Saint-Félicien                | Ville                    | 10 089          | 383,6            | 26,3            |      |
| Saint-Prime                   | Municipalité             | 2 760           | 160,7            | 17,17           |      |
| Sainte-Hedwidge               | Municipalité             | 870             | 475,5            | 1,83            |      |
| Total                         | Total                    | 31 095          | 18 713,7         | 1,66            |      |

## Démographie
| 1991   | 1996   | 2001   | 2006   | 2011   | 2016   | 2021   |
| ------ | ------ | ------ | ------ | ------ | ------ | ------ |
| 33 239 | 33 860 | 32 839 | 31 956 | 31 870 | 31 285 | 31 095 |

## Administration
Le conseil de la MRC est composé de 14 membres indirectement élus, soit chacun des maires des 9 municipalités auxquels se rajoutent deux conseillers municipaux pour les villes de Roberval et de Saint-Félicien et un conseiller municipal pour la municipalité de La Doré. Voici les principaux postes de gestion :
- Préfet : Yanick Baillargeon
- Préfet(e) suppléant(e) : Marie-Noel Bhérer, Saint-Prime

- Directeur général :Steeve Gagnon
- Directeur général adjoint : Dany Bouchard
- Secrétaire-trésorier : Steeve Gagnon

## Éducation
Commission scolaire du Pays-des-Bleuets